# Alessandro Orologio
Alessandro Orologio, noto anche come Alexander Horologius (Aurava di San Giorgio della Richinvelda, 14 gennaio 1555 – Vienna, 1633), è stato un musicista e compositore italiano.

## Biografia
I documenti raccontano che Pellegrino, il padre di Alessandro, orologiaio da torre, fabbro ed armaiolo per antica tradizione di famiglia, nel 1550 venne chiamato a Udine dallo zio Jacopo per collaborare alla costruzione del grande orologio di Piazza San Giovanni (oggi Piazza Libertà). Nel 1553, dopo aver ultimato la costruzione del maestoso congegno, Pellegrino da Aurava ricevette l'incarico di manutentore di tutti gli orologi pubblici della città e decise, probabilmente per questo motivo, di trasferirsi definitivamente ad Udine con tutta la sua famiglia. Qui entrò in rapporti con l'ambiente della Compagnia degli strumentisti che la Comunità manteneva fin dal 1379.
Fu in questo contesto che Alessandro ricevette la sua formazione musicale e nel contempo imparò il mestiere del padre. Nel 1573 Alessandro per le sue notevoli doti tecniche e musicali, entrò a far parte in modo stabile della Compagnia distinguendosi come suonatore di strumenti a fiato e cantore. Grazie ad alcuni documenti conservati ancor oggi nella Biblioteca Civica di Udine sappiamo che nel 1574 dopo la morte del padre, per mantenere la sua famiglia in gravi difficoltà economiche, Alessandro ottenne
l'incarico di manutentore degli orologi della città, che gli cambierà il nome da Alessandro "da Aurava" ad Alessandro "degli orologi". Poco dopo lo stesso musicista prenderà a firmarsi come Alessandro Orologio.
I cenni biografici su questo compositore sono molto scarni, intorno al 1580 si trovava alla Corte dell'imperatore Rodolfo II a Praga nella lista dei musici di Corte. Compare alla Corte di Kassel (1594-1595) come suonatore di strumenti a fiato. Nel 1603 fu nominato vice-maestro di Corte a Praga.
Nel 2004, in seguito al rifacimento del sagrato e su approvazione di un'assemblea popolare, l'amministrazione comunale di San Giorgio della Richinvelda intitolò a suo nome la piazza di Aurava antistante la chiesa parrocchiale di S. Lorenzo Martire.

## Composizioni (pubblicate a Venezia)
- I Libro de Madrigali a 5 voci (1586)
- II Libro de Madrigali a 4-6 voci (contiene anche Fiamma d'amor di R. Michael), Dresda (1589)
- Canzonette a 3 voci Libro I (1593)
- Canzonette a 3 voci Libro II (1594)
- Libro II dei Madrigali a 5 voci (1595)
- Canzonette a 3 voci ...intavolate per sonar di liuto (1596)
- Intrade... 5 et 6 voci quarum in ommi genere instrumentorum musicorum usus potest, Liber I (Helmstedt, 1597)
- III Libro de Madrigali a 5 et 6 voci (1616)

### Musica sacra
- Cantica Sion a 8 voci (1627)

### Manoscritti
- Miserere a 5 voci

## Discografia
- 1999 - Primo Libro delle Canzonette a tre Voci (1593) & Intrade a Cinque Voci (1597), Il Terzo Suono, Ensemble 1492, Dià-Pasòn, dir Gian Paolo Fagotto (ARTS)